# Upetrom 1 Mai Ploiești
Upetrom 1 Mai, este o companie din România – parte a Upetrom Grup, ce desfășoară activități în sectorul producției de utilaje și echipamente pentru industria petrolului și gazelor. 